# ریچلند (کارولینای شمالی)
ریچلند (به انگلیسی: Richlands) شهری در ایالت کارولینای شمالی کشور ایالات متحده آمریکا است که جمعیت آن در سرشماری سال ۲۰۱۰ میلادی، ۱٬۵۲۰ نفر بوده‌است.